# بيل وايت (لاعب كرة قدم)
بيل وايت (بالإنجليزية: Bill White)‏ (1 يناير 1877 - 1 يناير 1960) هو لاعب كرة قدم بريطاني (وحمل سابقاً جنسية المملكة المتحدة لبريطانيا العظمى وأيرلندا) في مركز مهاجم داخلي. لعب مع نادي أرسنال ونادي دندي ونادي ليفربول ونادي ميدلزبره.